# Lasaia meris
Lasaia meris is een vlindersoort uit de familie van de prachtvlinders (Riodinidae), onderfamilie Riodininae.
Lasaia meris werd in 1781 beschreven door Stoll.